# Pentazina
La pentazina è un ipotetico composto organico avente cinque atomi di azoto consecutivi in un anello esaatomico. La molecola è quella che deriva dalla sostituzione formale nella molecola del benzene di cinque atomi di carbonio con altrettanti atomi di azoto. Studi teorici sulla pentazina predicono la sua instabilità rispetto alla decomposizione in acido cianidrico (HC≡N) e azoto (N2). L'energia di attivazione richiesta risulta essere di circa 20 kJ/mol.